# The Oval (Belfast)
The Oval – stadion piłkarski w Belfaście, na którym swoje mecze rozgrywa zespół Glentoran.
The Oval zbudowano w 1892 roku, a w 1903 w tym samym miejscu powstał nowy obiekt, który zmienił swoje położenie o 90 stopni w stosunku do starego. Podczas II wojny światowej stadion został zbombardowany, a klub zmuszony był korzystać ze stadionu Grosvenor Stadium do sierpnia 1949 roku.
Rekord frekwencji zanotowano 27 września 1966 roku; w meczu pierwszej rundy Pucharu Zdobywców Pucharów pomiędzy Glentoranem a Rangers. Spotkanie obejrzało 35 000 widzów.